# Harrisburg (Arkansas)
Harrisburg es una ciudad en el condado de Poinsett, Arkansas, Estados Unidos. Para el censo de 2000 la población era de 2.192 habitantes. La ciudad es la sede del condado de Poinsett. La ciudad es parte del área metropolitana de Jonesboro.

## Geografía
Harrisburg se localiza a 35°33′51″N 90°43′20″O / 35.56417, -90.72222. De acuerdo a la Oficina del Censo de los Estados Unidos, la ciudad tiene un área total de 5,4 km², de los cuales el 100% es tierra.

## Demografía
Para el censo de 2000, había 2.192 personas, 855 hogares y 582 familias en la ciudad. La densidad de población era 405,9 hab/km². Había 928 viviendas para una densidad promedio de 171,4 por kilómetro cuadrado. De la población 94,66% eran blancos, 3,24% afroamericanos, 0,09% amerindios, 0,27% asiáticos, 0,05% isleños del Pacífico, 0,87% de otras razas y 0,82% de dos o más razas. 1,51% de la población eran hispanos o latinos de cualquier raza.
Se contaron 855 hogares, de los cuales 29,0% tenían niños menores de 18 años, 49,8% eran parejas casadas viviendo juntos, 15,4% tenían una mujer como cabeza del hogar sin marido presente y 31,9% eran hogares no familiares. 29,5% de los hogares eran un solo miembro y 15,2% tenían alguien mayor de 65 años viviendo solo. La cantidad de miembros promedio por hogar era de 2,33 y el tamaño promedio de familia era de 2,84.
En la ciudad la población está distribuida en 25,1% menores de 18 años, 9,9% entre 18 y 24, 24,9% entre 25 y 44, 22,6% entre 45 y 64 y 17,5% tenían 65 o más años. La edad media fue 37 años. Por cada 100 mujeres había 90,4 varones. Por cada 100 mujeres mayores de 18 años había 83,8 varones.
El ingreso medio para un hogar en la ciudad fue de $22.862 y el ingreso medio para una familia $28.274. Los hombres tuvieron un ingreso promedio de $26.767 contra $20.461 de las mujeres. El ingreso per cápita de la ciudad fue de $13.813. Cerca de 22,6% de las familias y 22,6% de la población estaban por debajo de la línea de pobreza, 26,5% de los cuales eran menores de 18 años y 25,6% mayores de 65.